# Orlík nad Vltavou
Orlík nad Vltavou – miejscowość i gmina (obec) w Czechach, w kraju południowoczeskim, w powiecie Písek. W 2022 roku liczyła 274 mieszkańców.

## Położenie
Miejscowość leży na lewym brzegu głębokiej doliny Wełtawy, obecnie zalanej w tym miejscu wodami zbiornika zaporowego Orlík. Składa się z trzech części: centralnej, funkcjonującej pod nazwą Staré Sedlo, położonej na południowy zachód od niej (przy drodze krajowej nr 19) osady Višňovka oraz położonego na północ dawnego Orlíka nad Vltavou z usytuowanym na skalistym półwyspie nad zalewem zamkiem Orlík.